# Carex mira
Espèce
Classification phylogénétique
Carex mira est une espèce de plantes du genre Carex et de la famille des Cyperaceae.